# マーティン・ニール・ベイリー
マーティン・ニール・ベイリー（Martin Neil Baily、1949年 - ）はアメリカ合衆国の経済学者。ノーベル経済学賞受賞者であるジョセフ・E・スティグリッツの後任として米国大統領経済諮問委員会委員長に就任（1999年-2001年）。
イギリス・ケンブリッジ大学キングス校で学士号、マサチューセッツ工科大学（MIT）にて経済学修士号を取得。MITとイェール大学で教鞭をとる。
生産力と競争に関する研究で最も知られている。また、ビル・クリントン政権時代に閣僚としての長期在職権を持っていたことも有名である。

## 来歴
1979年から89年までブルッキングス研究所の上級特別研究員、89年から96年までメリーランド大学教授（経済学）として務める。全米科学アカデミー副会長と米国研究評議会委員を兼務し、コンピュータがもたらす生産性への効果の調査をする。ブルッキングス研究所発行のミクロ経済学に関する機関誌「Economic Activity」を共同で立ち上げた。
マッキンゼー・アンド・カンパニー社のGlobal Institute社長（96年-99年）に就任し、2002年からは同社の上級相談役である。フェニックス・カンパニーズ社の重役に就任。2005年には議会予算局の学術的アドバイザー、Journal of Economic Perspectives誌の副編集者になる。